# Idistaviso
Se conoce como Idistaviso al lugar en el Río Weser donde las fuerzas de Arminio lucharon contra las legiones romanas comandadas por  Germánico en la Batalla del Río Weser, en el año 16 d. C. El nombre del lugar lo corrigieron los lingüistas Karl Müllenhoff y Jacob Grimm en el siglo XIX, proponiendo Idisiaviso, que significa "La Llanura de las Idisi" o "Valle de las Doncellas". El escritor ruso Mijaíl Bulgákov, en su obra El Maestro y Margarita, señala que el procurador de Judea, Poncio Pilatos, luchó en esta batalla.

## Teorías
R. Simek sostiene que "se supone que las Idisi tienen que ver con el comienzo de la batalla, al igual que las valkirias con el final. Idisiaviso sería, por lo tanto, el lugar donde las Idisi fueron alguna vez cruciales en una batalla."
Se han propuesto muchas etimologías de Iðavöllr (un lugar en la mitología nórdica, aunque el significado del nombre aún está poco claro. Si Iðavöllr se corrige a Ið(is)avöllr, el nombre del lugar se corresponde precisamente con Idisiaviso. 
Asimismo, E. Bernárdez en su obra "Los Mitos Germánicos" señala esta etimología.